# 4 Heures d'Estoril 2016
 (août 2025).
Si vous disposez d'ouvrages ou d'articles de référence ou si vous connaissez des sites web de qualité traitant du thème abordé ici, merci de compléter l'article en donnant les références utiles à sa vérifiabilité et en les liant à la section « Notes et références ».
Navigation
Édition précédente
Les 4 Heures d'Estoril 2016, disputées le 23 octobre 2016 sur le Circuit d'Estoril, sont la huitième édition de cette course, la troisième sur un format de quatre heures, et la sixième et dernière manche de l'European Le Mans Series 2016.

## Engagés
La liste officielle des engagés est composée de 35 voitures, dont 10 en LMP2, 18 en LMP3 et 8 en LM GTE.

## Course

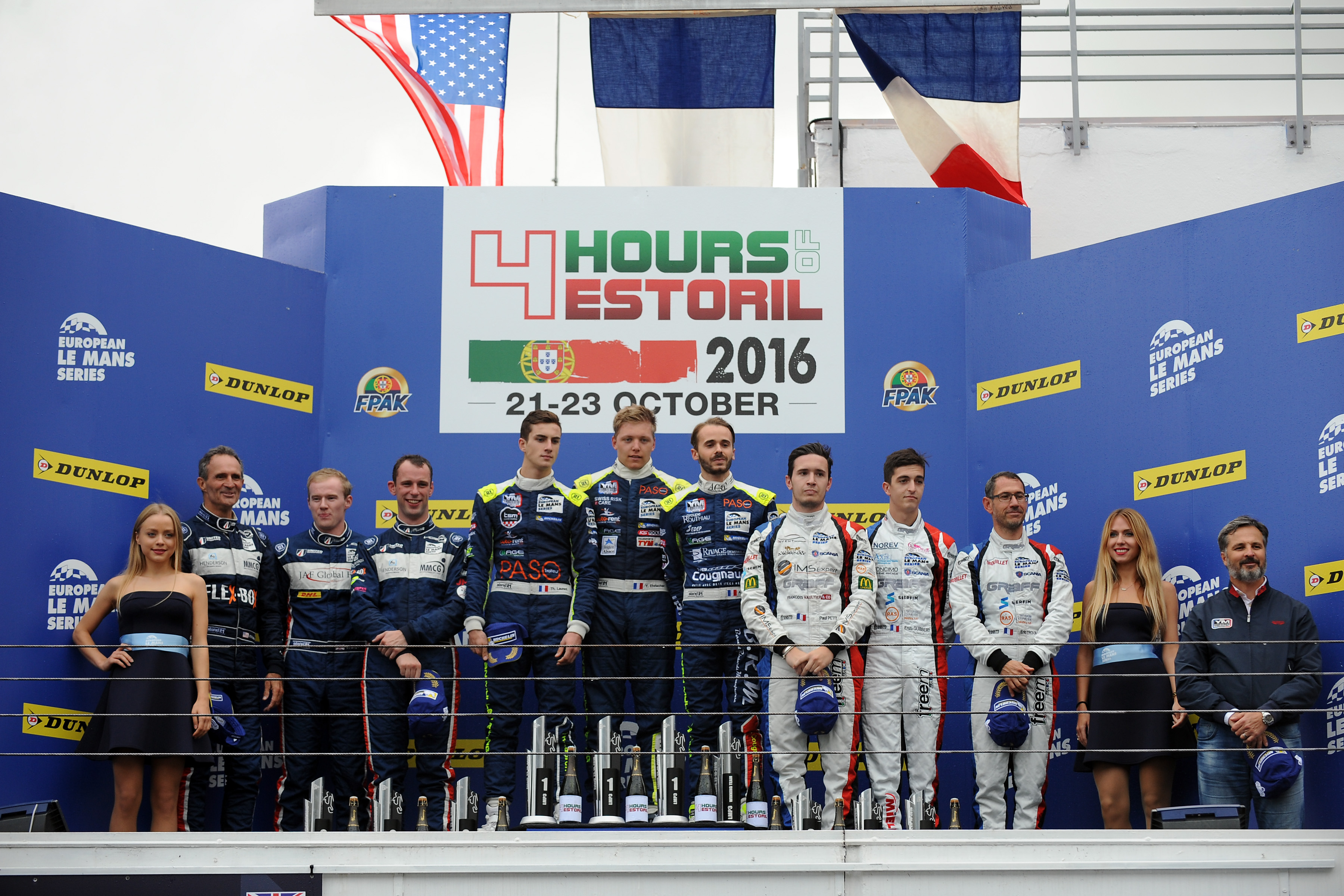
Le podium de la catégorie LMP3.

### Classement de la course
Voici le classement provisoire au terme de la course.
- Les vainqueurs de chaque catégorie sont signalés par un fond jauni.
- Pour la colonne Pneus, il faut passer le curseur au-dessus du modèle pour connaître le manufacturier de pneumatiques.

| Pos  | Classe | no | Écurie                    | Pilotes                                                                   | Châssis                     | Pneus | Tours | Temps               |
| Pos  | Classe | no | Écurie                    | Pilotes                                                                   | Moteur                      | Pneus | Tours | Temps               |
| ---- | ------ | -- | ------------------------- | ------------------------------------------------------------------------- | --------------------------- | ----- | ----- | ------------------- |
| 1    | LMP2   | 38 | G-Drive Racing            | Simon Dolan Harry Tincknell Giedo van der Garde                           | Gibson 015S                 | D     | 145   | 4 h 01 min 32 s 368 |
| 1    | LMP2   | 38 | G-Drive Racing            | Simon Dolan Harry Tincknell Giedo van der Garde                           | Nissan VK45DE 4.5 L V8 Atmo | D     | 145   | 4 h 01 min 32 s 368 |
| 2    | LMP2   | 21 | DragonSpeed               | Henrik Hedman Nicolas Lapierre Ben Hanley                                 | Oreca 05                    | D     | 145   | + 51.157            |
| 2    | LMP2   | 21 | DragonSpeed               | Henrik Hedman Nicolas Lapierre Ben Hanley                                 | Nissan VK45DE 4.5 L V8 Atmo | D     | 145   | + 51.157            |
| 3    | LMP2   | 32 | SMP Racing                | Stefano Coletti Andreas Wirth (en) Vitaly Petrov                          | BR Engineering BR01         | D     | 145   | + 1 min 20 s 903    |
| 3    | LMP2   | 32 | SMP Racing                | Stefano Coletti Andreas Wirth (en) Vitaly Petrov                          | Nissan VK45DE 4.5 L V8 Atmo | D     | 145   | + 1 min 20 s 903    |
| 4    | LMP2   | 40 | Krohn Racing              | Niclas Jönsson Olivier Pla                                                | Ligier JS P2                | M     | 145   | + 1 min 28 s 961    |
| 4    | LMP2   | 40 | Krohn Racing              | Niclas Jönsson Olivier Pla                                                | Nissan VK45DE 4.5 L V8 Atmo | M     | 145   | + 1 min 28 s 961    |
| 5    | LMP2   | 33 | Eurasia Motorsport        | Tristan Gommendy Frédéric Vervisch Michael Lyons                          | Oreca 05                    | D     | 143   | + 2 tours           |
| 5    | LMP2   | 33 | Eurasia Motorsport        | Tristan Gommendy Frédéric Vervisch Michael Lyons                          | Nissan VK45DE 4.5 L V8 Atmo | D     | 143   | + 2 tours           |
| 6    | LMP2   | 28 | IDEC Sport Racing         | Paul Lafargue Patrice Lafargue Dimitri Enjalbert                          | Ligier JS P2                | M     | 141   | + 4 tours           |
| 6    | LMP2   | 28 | IDEC Sport Racing         | Paul Lafargue Patrice Lafargue Dimitri Enjalbert                          | Judd HK 3.6 L V8 Atmo       | M     | 141   | + 4 tours           |
| 7    | LMP3   | 18 | M.Racing - YMR            | Thomas Laurent Yann Ehrlacher Alexandre Cougnaud                          | Ligier JS P3                | M     | 140   | + 5 tours           |
| 7    | LMP3   | 18 | M.Racing - YMR            | Thomas Laurent Yann Ehrlacher Alexandre Cougnaud                          | Nissan VK50VE 5.0 L V8 Atmo | M     | 140   | + 5 tours           |
| 8    | LMP2   | 23 | Panis-Barthez Compétition | Fabien Barthez Timothé Buret Paul-Loup Chatin                             | Ligier JS P2                | M     | 139   | + 6 tours           |
| 8    | LMP2   | 23 | Panis-Barthez Compétition | Fabien Barthez Timothé Buret Paul-Loup Chatin                             | Nissan VK45DE 4.5 L V8 Atmo | M     | 139   | + 6 tours           |
| 9    | LMP3   | 3  | United Autosports         | Mark Patterson Matthew Bell Wayne Boyd                                    | Ligier JS P3                | M     | 138   | + 7 tours           |
| 9    | LMP3   | 3  | United Autosports         | Mark Patterson Matthew Bell Wayne Boyd                                    | Nissan VK50VE 5.0 L V8 Atmo | M     | 138   | + 7 tours           |
| 10   | LMP3   | 9  | Graff                     | Eric Trouillet Paul Petit Enzo Guibbert                                   | Ligier JS P3                | M     | 138   | + 7 tours           |
| 10   | LMP3   | 9  | Graff                     | Eric Trouillet Paul Petit Enzo Guibbert                                   | Nissan VK50VE 5.0 L V8 Atmo | M     | 138   | + 7 tours           |
| 11   | LMP3   | 10 | Graff                     | John Falb Sean Rayhall Enzo Potolicchio                                   | Ligier JS P3                | M     | 137   | + 8 tours           |
| 11   | LMP3   | 10 | Graff                     | John Falb Sean Rayhall Enzo Potolicchio                                   | Nissan VK50VE 5.0 L V8 Atmo | M     | 137   | + 8 tours           |
| 12   | LMP3   | 13 | Inter Europol Competition | Jakub Śmiechowski Jens Petersen                                           | Ligier JS P3                | M     | 137   | + 8 tours           |
| 12   | LMP3   | 13 | Inter Europol Competition | Jakub Śmiechowski Jens Petersen                                           | Nissan VK50VE 5.0 L V8 Atmo | M     | 137   | + 8 tours           |
| 13   | LMP3   | 12 | Eurointernational         | Rik Breukers Andrea Dromedari Miguel Faisca                               | Ligier JS P3                | M     | 137   | + 8 tours           |
| 13   | LMP3   | 12 | Eurointernational         | Rik Breukers Andrea Dromedari Miguel Faisca                               | Nissan VK50VE 5.0 L V8 Atmo | M     | 137   | + 8 tours           |
| 14   | LMP3   | 8  | Race Performance          | Nicolas Leutwiler Giorgio Maggi Bert Longin                               | Ligier JS P3                | M     | 137   | + 8 tours           |
| 14   | LMP3   | 8  | Race Performance          | Nicolas Leutwiler Giorgio Maggi Bert Longin                               | Nissan VK50VE 5.0 L V8 Atmo | M     | 137   | + 8 tours           |
| 15   | LMP3   | 7  | Villorba Corse            | Roberto Lacorte Giorgio Sernagiotto                                       | Ligier JS P3                | M     | 137   | + 8 tours           |
| 15   | LMP3   | 7  | Villorba Corse            | Roberto Lacorte Giorgio Sernagiotto                                       | Nissan VK50VE 5.0 L V8 Atmo | M     | 137   | + 8 tours           |
| 16   | LMP3   | 19 | Duqueine Engineering      | David Hallyday Dino Lunardi David Droux                                   | Ligier JS P3                | M     | 136   | + 9 tours           |
| 16   | LMP3   | 19 | Duqueine Engineering      | David Hallyday Dino Lunardi David Droux                                   | Nissan VK50VE 5.0 L V8 Atmo | M     | 136   | + 9 tours           |
| 17   | LMP3   | 15 | RLR Msport                | Morten Dons (en) Tony Wells Alasdair McCaig                               | Ligier JS P3                | M     | 136   | + 9 tours           |
| 17   | LMP3   | 15 | RLR Msport                | Morten Dons (en) Tony Wells Alasdair McCaig                               | Nissan VK50VE 5.0 L V8 Atmo | M     | 136   | + 9 tours           |
| 18   | LMGTE  | 99 | Aston Martin Racing       | Andrew Howard Darren Turner Alex MacDowall                                | Aston Martin V8 Vantage GTE | D     | 136   | + 9 tours           |
| 18   | LMGTE  | 99 | Aston Martin Racing       | Andrew Howard Darren Turner Alex MacDowall                                | Aston Martin 4.5 L V8 Atmo  | D     | 136   | + 9 tours           |
| 19   | LMGTE  | 56 | AT Racing                 | Alexander Talkanitsa, Sr. Alexander Talkanitsa, Jr. Alessandro Pier Guidi | Ferrari 458 Italia GT2      | D     | 135   | + 10 tours          |
| 19   | LMGTE  | 56 | AT Racing                 | Alexander Talkanitsa, Sr. Alexander Talkanitsa, Jr. Alessandro Pier Guidi | Ferrari 4.5 L V8 Atmo       | D     | 135   | + 10 tours          |
| 20   | LMP3   | 2  | United Autosports         | Alex Brundle Mike Guasch Christian England                                | Ligier JS P3                | M     | 135   | + 10 tours          |
| 20   | LMP3   | 2  | United Autosports         | Alex Brundle Mike Guasch Christian England                                | Nissan VK50VE 5.0 L V8 Atmo | M     | 135   | + 10 tours          |
| 21   | LMGTE  | 55 | AF Corse                  | Duncan Cameron Matt Griffin Aaron Scott                                   | Ferrari 458 Italia GT2      | D     | 135   | + 10 tours          |
| 21   | LMGTE  | 55 | AF Corse                  | Duncan Cameron Matt Griffin Aaron Scott                                   | Ferrari 4.5 L V8 Atmo       | D     | 135   | + 10 tours          |
| 22   | LMGTE  | 51 | AF Corse                  | Piergiuseppe Perazzini Marco Cioci Rui Águas                              | Ferrari 458 Italia GT2      | D     | 135   | + 10 tours          |
| 22   | LMGTE  | 51 | AF Corse                  | Piergiuseppe Perazzini Marco Cioci Rui Águas                              | Ferrari 4.5 L V8 Atmo       | D     | 135   | + 10 tours          |
| 23   | LMP3   | 4  | OAK Racing                | Jean-Marc Merlin Erik Maris                                               | Ligier JS P3                | M     | 132   | + 13 tours          |
| 23   | LMP3   | 4  | OAK Racing                | Jean-Marc Merlin Erik Maris                                               | Nissan VK50VE 5.0 L V8 Atmo | M     | 132   | + 13 tours          |
| 24   | LMP3   | 24 | OAK Racing                | Jacques Nicolet Pierre Nicolet                                            | Ligier JS P3                | M     | 131   | + 14 tours          |
| 24   | LMP3   | 24 | OAK Racing                | Jacques Nicolet Pierre Nicolet                                            | Nissan VK50VE 5.0 L V8 Atmo | M     | 131   | + 14 tours          |
| 25   | LMGTE  | 88 | Proton Competition        | Gianluca Roda Christian Ried Benjamin Barker                              | Porsche 911 RSR             | D     | 131   | + 14 tours          |
| 25   | LMGTE  | 88 | Proton Competition        | Gianluca Roda Christian Ried Benjamin Barker                              | Porsche 4.0 L Flat-6 Atmo   | D     | 131   | + 14 tours          |
| 26   | LMP3   | 17 | Ultimate                  | Jean-Baptiste Lahaye François Hériau Matthieu Lahaye                      | Ligier JS P3                | M     | 129   | + 16 tours          |
| 26   | LMP3   | 17 | Ultimate                  | Jean-Baptiste Lahaye François Hériau Matthieu Lahaye                      | Nissan VK50VE 5.0 L V8 Atmo | M     | 129   | + 16 tours          |
| 27   | LMGTE  | 77 | Proton Competition        | Mike Hedlund Wolf Henzler Marco Seefried                                  | Porsche 911 RSR             | D     | 125   | + 20 tours          |
| 27   | LMGTE  | 77 | Proton Competition        | Mike Hedlund Wolf Henzler Marco Seefried                                  | Porsche 4.0 L Flat-6 Atmo   | D     | 125   | + 20 tours          |
| 28   | LMP2   | 46 | Thiriet par TDS Racing    | Pierre Thiriet Mathias Beche Ryō Hirakawa                                 | Oreca 05                    | D     | 121   | + 24 tours          |
| 28   | LMP2   | 46 | Thiriet par TDS Racing    | Pierre Thiriet Mathias Beche Ryō Hirakawa                                 | Nissan VK45DE 4.5 L V8 Atmo | D     | 121   | + 24 tours          |
| Abd. | LMP3   | 20 | Duqueine Engineering      | Maxime Pialat Eric Clement Antonin Borga                                  | Ligier JS P3                | M     | 130   |                     |
| Abd. | LMP3   | 20 | Duqueine Engineering      | Maxime Pialat Eric Clement Antonin Borga                                  | Nissan VK50VE 5.0 L V8 Atmo | M     | 130   |                     |
| Abd. | LMP3   | 16 | Panis-Barthez Compétition | Éric Debard Valentin Moineault Simon Gachet                               | Ligier JS P3                | M     | 106   |                     |
| Abd. | LMP3   | 16 | Panis-Barthez Compétition | Éric Debard Valentin Moineault Simon Gachet                               | Nissan VK50VE 5.0 L V8 Atmo | M     | 106   |                     |
| Abd. | LMP2   | 41 | Greaves Motorsport        | Memo Rojas Julien Canal Nathanaël Berthon                                 | Ligier JS P2                | D     | 87    |                     |
| Abd. | LMP2   | 41 | Greaves Motorsport        | Memo Rojas Julien Canal Nathanaël Berthon                                 |                             | D     | 87    |                     |
| Abd. | LMP3   | 11 | Eurointernational         | Giorgio Mondini Jay Palmer                                                | Ligier JS P3                | M     | 84    |                     |
| Abd. | LMP3   | 11 | Eurointernational         | Giorgio Mondini Jay Palmer                                                | Nissan VK50VE 5.0 L V8 Atmo | M     | 84    |                     |
| Abd. | LMP3   | 6  | 360 Racing                | Terrence Woodward Ross Kaiser James Swift                                 | Ligier JS P3                | M     | 82    |                     |
| Abd. | LMP3   | 6  | 360 Racing                | Terrence Woodward Ross Kaiser James Swift                                 | Nissan VK50VE 5.0 L V8 Atmo | M     | 82    |                     |
| Abd. | LMGTE  | 66 | JMW Motorsport            | Robert Smith Rory Butcher (en) Andrea Bertolini                           | Ferrari 458 Italia GT2      | D     | 45    |                     |
| Abd. | LMGTE  | 66 | JMW Motorsport            | Robert Smith Rory Butcher (en) Andrea Bertolini                           |                             | D     | 45    |                     |
| Abd. | LMGTE  | 60 | Formula Racing            | Johnny Laursen Mikkel Mac Christina Nielsen                               | Ferrari 458 Italia GT2      | D     | 32    |                     |
| Abd. | LMGTE  | 60 | Formula Racing            | Johnny Laursen Mikkel Mac Christina Nielsen                               |                             | D     | 32    |                     |
| Ex.  | LMP2   | 29 | Pegasus Racing            | Inès Taittinger Julien Schell Léo Roussel                                 | Morgan LMP2                 | M     | 139   |                     |
| Ex.  | LMP2   | 29 | Pegasus Racing            | Inès Taittinger Julien Schell Léo Roussel                                 | Nissan VK45DE 4.5 L V8 Atmo | M     | 139   |                     |

- Note : la Morgan LMP2 n°29 de l'écurie Pegasus Racing a été exclue pour cause d'analyse d'essence non conforme par rapport au règlement[2].

## Pole position et record du tour
- Pole position : Nicolas Lapierre sur n°21 DragonSpeed en 1 min 44 s 146
- Meilleur tour en course : Nicolas Lapierre sur n°21 DragonSpeed en 1 min 32 s 898 au 3e tour.

## Tours en tête
Tours en tête
- no 38 Gibson 015S - G-Drive Racing : 115 tours (1 / 31 / 33-145)
- no 21 Oreca 05 - DragonSpeed : 29 tours (2-30)
- no 46 Oreca 05 - Thiriet par TDS Racing : 1 tour (32)

## À noter
- Longueur du circuit : 4,182 km
- Distance parcourue par les vainqueurs : 606,39 km